# The Jakarta Globe
The Jakarta Globe is een Engelstalig dagblad dat verschijnt in Indonesië. De krant verscheen voor het eerst op 12 november 2008. Het blad richt zich voornamelijk op cosmopolitische en goedopgeleide Indonesiërs en buitenlanders die in het land wonen. De oplage is 50.000 exemplaren (2009). De krant is eigendom van PT Jakarta Globe Media en is gevestigd in Jakarta.